# Oded Galor
Oded Galor (ur. 1953) – izraelsko-amerykański ekonomista, profesor ekonomii na Uniwersytecie Browna w Providence. Jego zainteresowania naukowe koncentrują się na tematyce wzrostu i rozwoju gospodarczego, związkach ekonomii z rozwojem populacji oraz zagadnieniach ekonomii ewolucyjnej.

## Życiorys
Absolwent studiów licencjackich i magisterskich na Uniwersytecie Hebrajskim w Jerozolimie. Stopień doktora ekonomii uzyskał w 1984 r. na Uniwersytecie Columbia w Stanach Zjednoczonych.
Od 1984 r. jest związany z Uniwersytetem Browna. Zajmował kolejne stanowiska badawcze, aż do uzyskania prestiżowej pozycji Herbert H. Goldberger Professor of Economics. W latach 1994–2006 pracował jako Chilewich Professor of Economics na Uniwersytecie Hebrajskim, w latach 2010–2011 był profesorem wizytującym w Massachusetts Institute of Technology. W latach 1995–2017 kierował zespołem badawczym w zakresie nierówności dochodowych oraz makroekonomii w National Beaureu of Economic Research (NBER).
Jest pracownikiem naukowym w międzynarodowych instytucjach badawczych: Centre for Economic Policy Research (CEPR), Institute of Labor Economics (IZA), Münchener Gesellschaft zur Förderung der Wirtschaftswissenschaft – CESifo GmbH (CESifo). Jest członkiem towarzystwa naukowego Uniwersytetu Telawiwskiego i Uniwersytetu Hebrajskiego w Jerozolimie.
Był pomysłodawcą, twórcą i wieloletnim redaktorem naczelnym prestiżowego Journal of Economic Growth, plasującego się w TOP 10 najlepszych czasopism ekonomicznych na świecie. Jest redaktorem Journal of Population Economics, współredaktorem Macroeconomic Dynamics, a także członkiem rad programowych czasopism naukowych: Economics and Human Biology, Journal of Economic Inequality, Journal of Economic Research, Open Economics. 
Był twórcą jednolitej teorii wzrostu (Unified Growth Theory), stanowiącej podstawę analizy czynników ekonomicznych rządzących ewolucją jednostek i społeczeństw w ciągu całej historii ludzkości. Zapoczątkował badania nad interakcją pomiędzy ewolucją ludzkich cech biologicznych i kulturowych a procesem rozwoju gospodarczego. Przejawia głęboki humanizm, wyrażając nadzieję na wzrost pozytywnego znaczenia różnorodności dla dobrobytu gospodarczego. Dał się poznać jako głęboki teoretyk ekonomii, jednak znacząco wykraczający poza jej ramy. Jego badania wchodzą w interakcje z innymi dziedzinami wiedzy: biologią, antropologią, kulturoznawstwem i historią.
Za swoje badania naukowe został uhonorowany m.in. nagrodą im. Michaela Milkena w 1998 r. i Salomon Research Award w 2006 r. W 2010 r. został uhonorowany przez bazę Web of Science tytułem Highly Cited Researcher.
Opublikował trzy książki: Discrete Dynamical Systems w 2010 r., Unified Growth Theory w 2011 r., The Journey of Humanity: The Origins of Growth and Equality w 2022 r. (wydanie polskie: Podróż ludzkości. O pochodzeniu bogactwa i nierówności w 2022 r.).
W wywiadzie udzielonym w 2008 r. powiedział:

Urodziłem się w Izraelu, w środku konfliktu geopolitycznego i ogromnych nierówności regionalnych, i chciałem lepiej zrozumieć świat, w którym żyję. Moje zamiłowanie do matematyki i filozofii oraz zainteresowanie współczesnymi problemami społeczno-ekonomicznymi w naturalny sposób doprowadziły mnie do różnych gałęzi ekonomii, co pozwala łączyć moje pasje i zainteresowania.

19 lutego 2025 r. został uhonorowany tytułem doktora honoris causa UMK za zasługi w badaniach nad przyczynami rozwoju ekonomicznego i za sformułowanie zunifikowanej teorii wzrostu gospodarczego.